# Louis de Geer (1587-1652)
 Der er flere personer med dette navn, se Louis De Geer.
Louis De Geer (født 17. november 1587 i Liège, død 19. juni 1652 i Amsterdam) var en nederlandsk købmand, som handlede meget med Sverige og blev den svenske storindustris egentlige grundlægger. Han blev gennem sine 16 børn stamfar til den svenske adelsslægt De Geer.
Han uddannede sig til købmand og drev forretning først i Dordrecht og senere i Amsterdam.
Omtrent 1617 trådte de Geer først i forbindelse med den svenske stat; han begyndte med at forstrække regeringen med penge og anbragte derefter stedse større kapitaler i svenske foretagender.
Særlig var han virksom inden for jernindustrien, og denne opblomstrede hurtig under hans ledelse.
De ny arbejdsmetoder han indførte, herskede i svensk industri i over 2 århundreder.
Finspång i Östergötland blev dens midtpunkt, og i sammenhæng hermed blev byen Norrköping en vigtig industriby og eksporthavn, der på alle måder begunstigedes af regeringen.
For at ophjælpe industrien ved indførelse af ny arbejdsmetoder indkaldtes et stort antal bjergværks- og jernarbejdere fra de Geers hjemland til Sverige.
Adskillige af disse Valloner-slægter har skabt sig et fremragende navn i deres ny fædreland, også på andre områder end industriens.
I 1627 kom de Geer selv til Sverige og blev øjeblikkelig svensk borger; 1641 blev han adlet.
Hans virksomhed blev stedse mere omfattende, f.eks. forestod han således kobber- og salthandelen, efter at staten havde taget denne i sine hænder, ligesom han også overtog ledelsen af statens samtlige geværfabrikker.
Hans private forretningsvirksomhed udvidedes samtidig til at omfatte stadig flere gruber og jernværker.
Det var dog ikke blot på industriens felt, at de Geer kom til at gøre Sverige tjenester, også på det rent politiske område har han haft stor betydning.
Under krigen med Danmark 1643-45 søgte han at skaffe Sverige hjælp fra den nederlandske stat og udrustede nærmest på egen bekostning i Holland en eskadre mod Danmark, som dog af Christian 4. blev tvunget til at vende om efter slaget i Listerdyb.
Snart havde de Geer dog en ny eskadre færdig, som befriede Gøteborg for den danske blokade, trængte gennem Øresund og forenede sig med den svenske flåde, hvorpå de forenede eskadrer 13. oktober 1644 mellem Femern og Lolland fuldstændig besejrede en rigtignok meget underlegen dansk flådeafdeling under Pros Mund.
Danmark var nu tvunget til at slutte fred.
Under fredsperioden efter 1645 helligede de Geer sig på ny med kraft til industriens udvikling.
Nye fabrikker anlagdes, flere vallonere indkaldtes.
Også for Sveriges udenlandske handel virkede han og særlig ved anlæggelsen af en koloni ved Cabo Corso på Guldkysten.
Hans storhed var ikke blot købmandens og den industridrivendes; han forstod frem for alt at underordne sine egne private interesser under noget højere, under statens og det almenes, og han er herved, ved sin kraft og sine evner, i fremragende grad blevet sit ny fædrelands velgører.
Han bragte store ofre både i det religiøse livs og oplysningens tjeneste.
Axel Oxenstierna nærede stor tillid til ham.

## Eksterne links
- de Geer, Louis i Salmonsens Konversationsleksikon (2. udgave, 1916)
- Louis De Geer - Den Store Danske
- Louis De Geer - Riksarkivet